# Yanzi (peuple)
 (septembre 2020).
Si vous disposez d'ouvrages ou d'articles de référence ou si vous connaissez des sites web de qualité traitant du thème abordé ici, merci de compléter l'article en donnant les références utiles à sa vérifiabilité et en les liant à la section « Notes et références ».
Pour les articles homonymes, voir Yanzi.
Ne doit pas être confondu avec Yan Zi.

Les Yanzi ou Yansi constituent un peuple de la République démocratique du Congo, originaire de la province du Bandundu.

## Ethnonymie
Selon les sources et le contexte, on peut rencontrer plusieurs variantes : Batende, Bayansi, Bayanzi, Mbiem, Nkaan, Wachanzi, Yansi, Yansis, 
Yans-Mbum Kinyanzi, Yans, Yanzis, Yanz, Yey.
Le mot yansi se coupe en deux : YA qui signifie Grand, au sens de Maitre et Propriétaire ou celui qui contrôle. et NSI qi veut dire Terre, pays ou une étendue. donc en un mot YANSI signifie Propriétaire de la Terre (de l'étendue), du pays. Donc les Yansi ont une forte confiance envers la terre (NTOTO) et se considère comme fils de la terre.

## Histoire
- Si vous ne connaissez pas le sujet, laissez ce bandeau (vous pouvez alors contacter les auteurs).
- Si vous supprimez le contenu mis en cause (vous pouvez préalablement contacter les auteurs),

argumentez précisément cette suppression dans la page de discussion
(un manque de référence n'est pas un argument ; une recherche réelle de référence doit avoir été effectuée, être formellement documentée).
Ils sont un sous-groupe des Bakongo[réf. nécessaire]. ils sont un peuple venant de plusieurs anciens royaumes notamment du Royaume de Loango (Kongo dia Loango) l'actuel Gabon[réf. nécessaire]. Ils parlent une langue bantoue. Les Yanzi sont connus pour leur fort désir d'indépendance et ont résisté à la domination coloniale belge. Après l'indépendance de la République démocratique du Congo, des affrontements ont eu lieu avec les autres Bakongo et le gouvernement central[réf. nécessaire]. L’Ethnologue décrit l’emplacement du peuple Yanzi (Yansi) comme suit: province du Bandundu, territoire de Bulungu, région de la rivière Loange (Lwange), territoire de Bagata, et territoire d'Idiofa.

## Langues
Ils parlent le yanzi, une langue bantoue dont le nombre de locuteurs était estimé à 100 000 en 1997. Le kituba est également très utilisé.

## Culture
D'après Thomas Cirotteau, Jennifert Kerner et Eric Pincas, dans leur ouvrage Lady Sapiens, le peuple Yanzi est le seul (avec les Minangkabau de Sumatra) à avoir mis au point une société matriarcale.

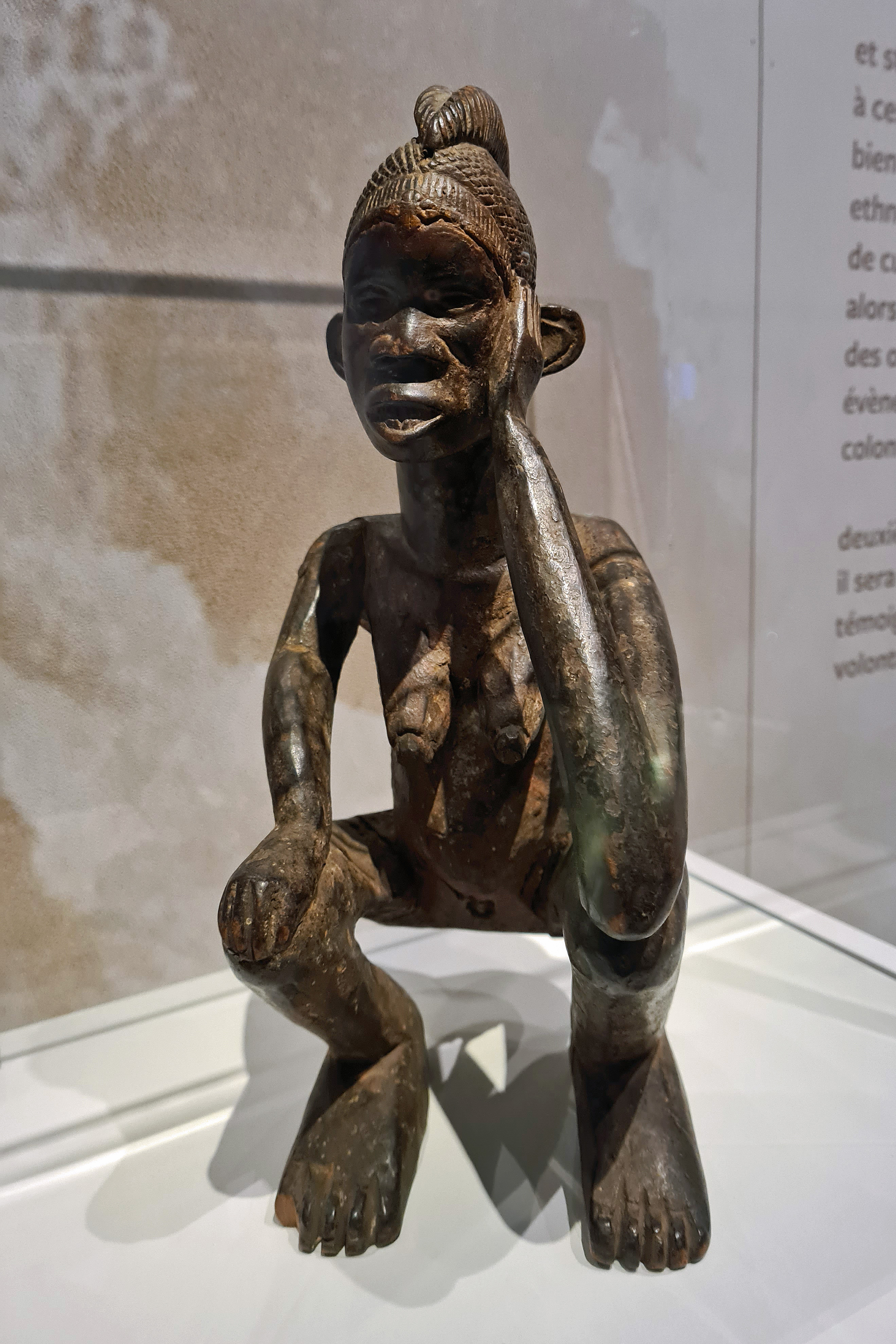
Statue mpwuu[4].
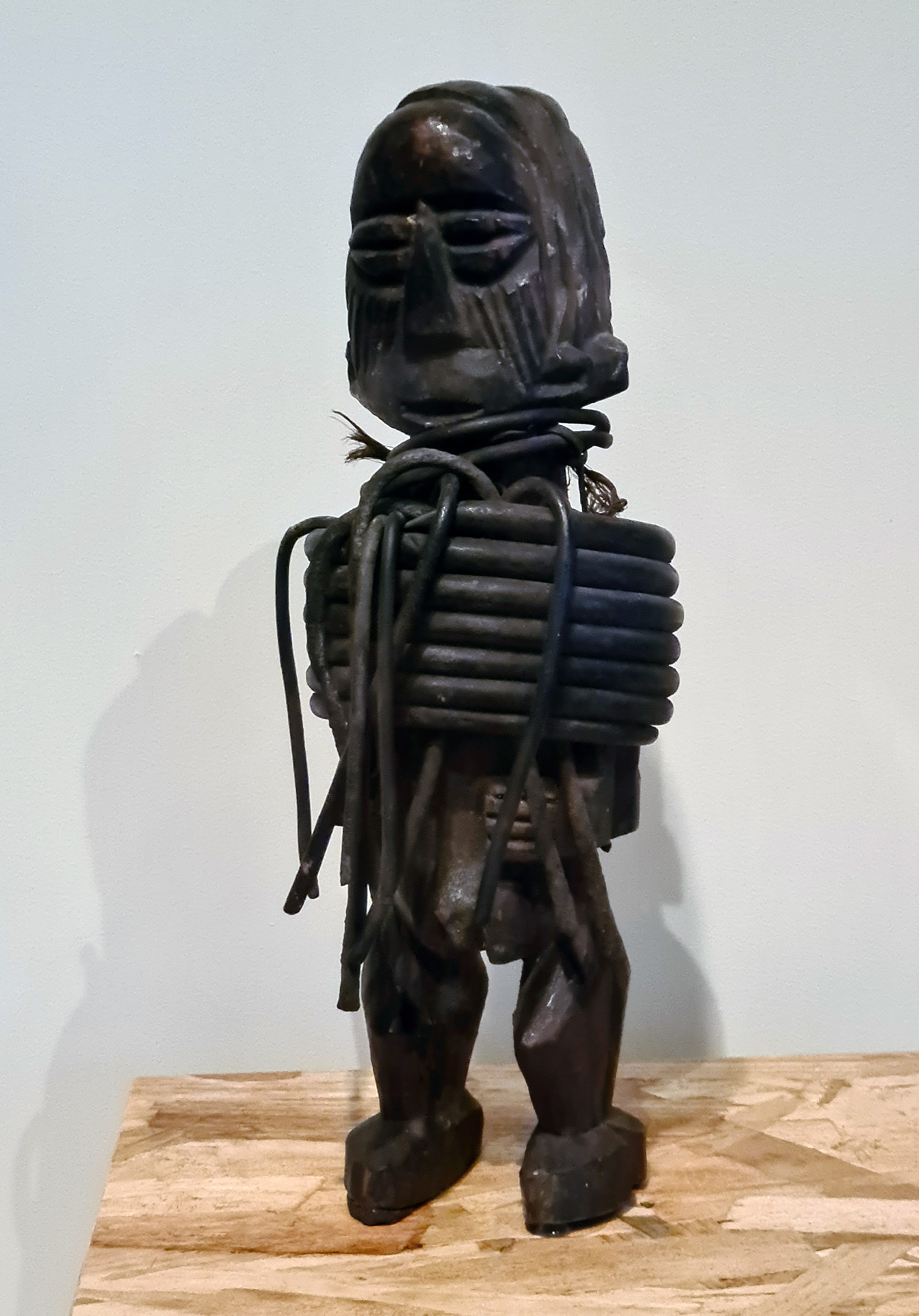
Statuette Janus
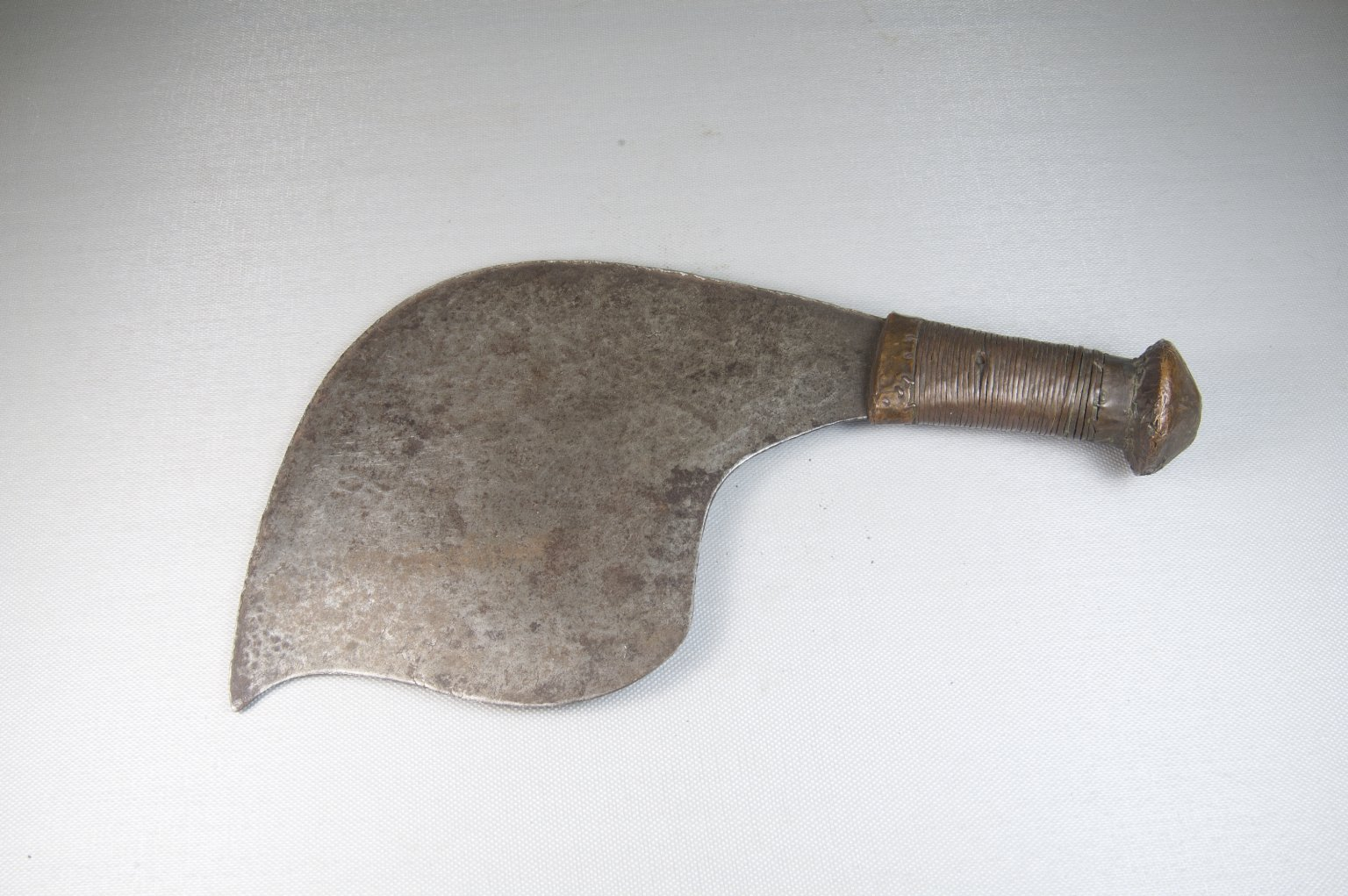
Couteau[5].

## Situation politique
Le mode de vie du peuple Yansi a été considérablement perturbé par la série de guerres civiles en RDC. Cette perturbation a limité divers aspects de leur stabilité et de leur évolution. La difficulté d'accès limite les informations disponibles pour évaluer leur situation actuelle[réf. nécessaire].